# Hotel d’Angleterre
Hotel d'Angleterre eller Angleterre (oprindeligt: Hôtel d'Angleterre) er et dansk hotel på Kongens Nytorv i København. Det er et af Københavns fire femstjernede hoteller, og hotellets restaurant Marchal har siden 2014 haft én stjerne i Michelinguiden.

## Historie
Hotellet blev grundlagt 5. maj 1755 af Jean Maréchal (født i Lorraine 1732, død i København 22. december 1776). Han indrettede et fransk tracteur-sted på hjørnet af Laksegade og Vingårdstræde og fik 20. februar 1760 kongeligt privilegium som „Herbergerer". Hans enke Anna Margrethe Maréchal fortsatte til 1787.
Derefter overtog Gottfried Rau(e) driften. Han var født i Berlin 1748 og døde i København 30. april 1810. Efter en større ombygning i 1791 gav han det navnet Hotel d'Angleterre som annonceret i Adresseavisen 4. november 1791. Navnet skyldtes, at den fornemme Engelske Klub havde lokaler hos ham.
Ved Københavns brand i juni 1795 nedbrændte hotellet til grunden, og d. 17. juli samme år købte Rau adelspalæet Den Gramske Gård (også Ahlefeldts Gård) på hjørnet af Østergade og Kongens Nytorv og indrettede hotellet her. Den 15. februar 1804 optog Rau sin svigersøn, Johan Schmetzer, som kompagnon. Schmetzer gik fallit ved statsbankerotten 1813.
På tvangsauktionen i 1817 købte Carl Joseph Knirsch hotellet. I 1831 indrettede Knirsch Københavns første egentlige café i hotellets stueetage mod Østergade.
Den 29. april 1841 solgte han det til Heinrich Wilhelm Christian Krüger (født i Hildesheim 27. november 1788, død 14. januar 1856). Hans søn, Herman Krüger (født 30. april 1821, død 1892), solgte det 23. december 1872 til Det Kjøbenhavnske Bygge-Selskab, hvis formand var C.F. Tietgen.
Efter en større ombygning ved Vilhelm Dahlerup, Georg E.W. Møller og murermester Christian Peder Wienberg genindviedes hotellet den 29. april 1875. Brygger Carl Jacobsen ejede det fra 20. juni 1898 til 1909 og solgte det til "The Anglo Danish Hotel Company".
Den 4. marts 1915 opstod en alvorlig brand, og efter ombygningen 1915-16, hvor en ekstra etage blev tilføjet ved Philip Smidth og Nicolai Hansen, solgtes hotellet 26. november 1917 til A/S Hotel d'Angleterre.
Under besættelsen 1940-45 blev det beslaglagt af den tyske værnemagt.
Bestyrelsen bestod i 1950 af direktør P. Dreyer (f. 1893), der er formand, overretssagfører Peter Paulsen (f. 1884), overretssagfører, borgmester Aage E. Jørgensen (f. 1879) og direktør Johan Hilborg (f. 1887). Adm. direktør: Chr. Rasmussen (f. 1901) (siden 1949), der tillige (siden 1930) er direktør for Grand Hotel i Odense.
Det fortælles, at risalamande skyldes en fransk kok på Hotel d'Angleterre i København.

## Renovering
Remmen Fonden overtog i 2011 hotellet efter islandske ejere. Den nye ejer påbegyndte samme år en omfattende renovering, der vil sænke antallet af værelser, men til gengæld øge komforten.
De første 35 værelser åbnede igen den 1. maj 2013. De resterende værelser åbnede senere på året.
C. F. Møllers Tegnestue stod bag renoveringen.

## Historiske årstal
- 1755: Franskmanden Jean Marchal åbner et fornemt traktørsted i Vingårdsstræde.
- 1791: En ny ejer Gottfried Rau, som var formand i "den engelske klub", døber stedet Hotel D’Angleterre.
- 1795: Hotellet nedbrænder, og ejeren køber en gård på Kongens Nytorv, hotellets nuværende beliggenhed.
- 1860: H.C. Andersen tager for første gang ophold på hotellet.
- 1872: Hotellet overtages af finansfyrsten C.F. Tietgen, der ønsker at skabe et af Europas førende hoteller.
- 1873-1875: Hotellet ombygges totalt ved Vilhelm Dahlerup og Georg E.W. Møller Muremester Christian Peder Wienberg
- 1915: Hotellet brænder. Det genopbygges med en ekstra etage 1915-16 ved Philip Smidth og Nicolai Hansen.
- 1940-1945: Hotellet besættes af værnemagten, der anvender det til indkvartering af de højere officerer.

## Berømte gæster
Der er for få eller ingen kildehenvisninger i namedropping, hvilket er et problem. Du kan hjælpe ved at angive troværdige kilder til de påstande, som fremføres.

- H.C. Andersen
- Cecilia Bartoli
- Karen Blixen
- Victor Borge
- José Carreras
- Winston Churchill
- Bill Clinton
- Beyoncé Knowles
- Bob Dylan
- Barbara Hendricks
- Michael Jackson
- Billy Joel
- Danny Kaye
- Grace Kelly
- Søren Kierkegaard
- Diana Krall
- Madonna
- Gustav Mahler (1891)
- Johannes Møllehave
- Anne-Sophie Mutter
- Ozzy Osbourne
- Lars Ulrich / Metallica
- Prince
- David Rockefeller
- Claudia Schiffer
- Bruce Springsteen
- Neil Young
- Whitney Houston
- Britney Spears
- Oprah Winfrey
- One Direction
- Mariah Carey
- Jordan Belfort
- Depeche Mode
- Logan Paul
- Axl Rose / Guns N' Roses

## Film og tv
- Hotellet er brugt som kulisse i flere film som Slim Slam Slum fra 2002.
- Hotellet blev brugt til en prank, som standupkomikeren Geo udførte med skjult kamera i 2007. Geo gav sig ud for at være en forvirret tysker på afveje og fik en gratis svømmetur i hotellets swimmingpool.

- Foto af Peter Elfelt ca år 1900
- Med juleudsmykning
- Samme i mørke